# زوتسه
زوتسه (به صربی: Zuce) یک منطقهٔ مسکونی در صربستان است. زوتسه ۱۱٫۹۵ کیلومتر مربع مساحت و ۲٬۰۰۱ نفر جمعیت دارد.